# Rimsko državljanstvo
Rimsko državljanstvo, privilegiran politični in pravni položaj, ki je bil omejen na določene sloje rimskega prebivalstva in je prinašal določene pravice in obveznosti. Kategorije prebivalcev, ki so jim pripadale državljanske pravice, so se skozi zgodovino spreminjale, vendar so bile vseskozi omejene izključno na moške, katerih oče je bil rimski državljan.
Prebivalce, ki niso spadali v kategorijo rimskih državljanov, so delili na prebivalce področij, ki so bila pod rimsko oblastjo, podložnike vazalnih držav in rimskih zaveznic, ženske, ki niso imele političnih in drugih pravic, in sužnje, ki niso imeli nobenih pravic.
V Rimski republiki in kasneje v Rimskem cesarstvu so prebivalce na splošno delili na naslednje družbene razrede:
- Moški rimski državljani so uživali široko paleto privilegijev in varstva, ki jih je podrobno določala rimska država. Državljan je lahko izgubil državljanstvo samo v izjemnih primerih.
- Rimske ženske so imele omejeno obliko državljanstva. Četudi so jih visoko cenili, niso smele voliti ali kandidirati za civilne in javne funkcije. Bogate ženske so lahko sodelovale v javnem življenju, na primer s financiranjem graditve javnih zgradb, v verskih obredih in drugih družabnih dogodkih. Imele so pravico do svoje lastnine, poslovanja in razveze zakona. Njihov položaj  se je skozi zgodovino spreminjal. V času Rimske republike so bile poroke pomembna oblika političnega zavezništva med vplivnimi družinami.
- Prebivalci vazalnih držav in rimskih zaveznic (socii)  so imeli omejeno obliko rimskega državljanstva, na primer pravice Latincev (ius latinum), ki so bile nekje med pravicami rimskih državljanov in nedržavljanov (peregrinus). Socii so imeli volilno pravico, ki je v praksi niso izvajali.
- Sužnje so sprva obravnavali kot osebno lastnino brez vseh pravic. Sčasoma so jim z zakoni  podelili nekaj pravic. Osvobojeni so bili  lahko z manumisijo ali z oporoko po smrti njihovega gospodarja. Sužnji so se pri vključevanju v javno življenje po osvoboditvi zaradi družbenega snobizma soočali s številnimi ovirami, četudi je bilo načelo, da lahko postaneš rimski državljan tudi po zakonu in ne samo z rojstvom, poznano že iz rimske mitologije: ko je Romul premagal Sabince, je vojnim ujetnikom obljubil, da bodo postali rimski državljani.[1]
- Osvobojenci so bili osvobojeni sužnji. Državljanstva niso dobili avtomatsko, poleg tega pa niso imeli nekaterih pravic, na primer pravice do opravljanja izvršilne magistrature. Otroci osvobojencev so bili rojeni kot svobodni državljani. Eden od njih je bil na primer Horac, katerega oče je bil osvobojenec. Med osvobojence so spadale tudi njihove žene.

## Pravice rimskih državljanov
Pravice posameznega rimskega državljana so bile odvisne od zgodovinskega obdobja, mesta njegovega rojstva in zaslug za državo. Državljani so imeli na splošno naslednje pravice:
- Jus suffragiorum: pravica do glasovanja v rimskih skupščinah.
- Jus honorum: pravica do kandidiranja za javne funkcije.
- Jus commercii: pravica do sklepanje veljavnih pogodb in pravica do lastništva.
- Jus gentium: posebna zakonodaja, ki se je razvila v 3. stoletju zaradi naraščajočih rimskih mednarodnih stikov in poslovanja rimskih državljanov s tujci. Jus gentium je bil torej rimska kodifikacija  na široko sprejetega mednarodnega trgovskega prava, ki je temeljilo na zelo razvitem trgovskem pravu grških mestnih držav in drugih pomorskih sil.[2] Pravice, ki jih je predpisoval jus gentium, so veljale za vse prebivalce ne glede na njihovo državljanstvo.
- Jus connubii: pravica do sklepanja veljavne zakonske zveze, pravica družinskega očeta (paterfamilias) do njegovih družinskih članov in pravica otrok iz takšnih zakonov do rimskega državljanstva.
- Jus migrationis: pravica do ohranitve državljanskih pravic po preselitvi v polis s primerljivim pravnim položajem. Cives romani na primer so po zakonu colonia civium Romanorum obdržali vse svoje pravice tudi po preselitvi v rimsko kolonijo. To pravico in jus Latii so obdržali tudi Latinci, ki  so se preselili v drugo latinsko državo ali latinsko kolonijo (Latina colonia). Če se je rimski državljan preselil v kolonijo z nižjim pravnim položajem, ni obdržal svojih državljanskih pravic. Pravice rimskih državljanov, ki so se preselili v latinsko kolonijo, so se znižale na raven pravic po jus Latii, zato je morala biti takšna preselitev prostovoljna.
- Pravica do neplačevanja nekaterih davkov in imuniteta do nekaterih drugih zakonskih obveznosti, predvsem lokalnih odlokov in predpisov.[3]
- Pravica do sproženja in vodenja sodnega postopka.
- Pravica do zakonitega sojenja pred ustreznim sodiščem in pravica do obrambe.
- Pravica do pritožbe nad odločitvami magistratov in priziva na sklepe nižjega sodišča.
- Rimski državljani niso smeli biti mučeni in bičani niti obsojeni na smrt, razen za izdajo.
- Če je bil rimski državljan obtožen za izdajo, je imel pravico do sojenja v samem Rimu. Če je bil tudi tam obsojen na smrt, ni smel biti obsojen na smrt s križanjem.
- Rimsko državljanstvo je bilo pogoj za vstop v rimske legije, ki so ga včasih zavestno prezrli. Drugi rimski prebivalci so se lahko vključili samo v pomožne enote (auxillia). Po opravljeni službi so jim podelili rimsko državljanstvo.

## Stopnje državljanstva
Zakonski predpisi, ki so urejali rimsko državljanstvo,  so se  stalno spreminjali, v vseh zgodovinskih obdobjih rimske države pa so bili državljani razdeljeni na naslednje pravne razrede. 

### Cives Romani
Cives Romani so bili polnopravni rimski državljani z vso pravno zaščito, ki jo je dajala rimska zakonodaja. Razdeljeni so bili na dva podrazreda:
- državljane non optimo jure, ki so imeli pravice po jus commercii in  jus connubii, se pravi pravico do privatne lastnine  in sklepanja zakona, in
- državljane optimo jure, ki so imeli poleg že omenjenih pravic tudi pravice po jus suffragiorum in jus honorum, se pravi volilno pravico in pravico do opravljanja državnih funkcij.

### Latini
Latini so bili razred državljanov, ki so imeli latinske pravice po jus Latii ali pravice po jus commercii in ius migrationis, ne pa tudi pravic po jus connubii. Izraz latini se je prvotno nanašal na Latince, se pravi državljane Latinske zveze, ki so prišli pod rimsko oblast kmalu po latinski vojni, kasneje pa je imel bolj pravni kot nacionalni oziroma etnični pomen. Položaj latinov so lahko dobili tudi osvobojeni sužnji, ki so bili kot Cives Romani obsojeni za kazniva dejanja, ali rimski državljani v latinskih kolonijah.

### Socii
Socii ali federati so bili državljani držav,  ki so imele z Rimom sklenjene meddržavne pogodbe, s katerimi so njihovi državljani dobili nekaj pravic po rimskem pravu v zameno za služenje v rimski vojski. To je pomenilo, da so rimski magistrati lahko v teh državah novačili vojake za rimske legije. Federalne države so bile zato oproščene plačevanja davkov rimski državi.  
Naraščajoče nezadovoljstvo zaradi pravic, ki so jih uživali socii, in naraščajoče zahteve legionarjev zaradi dolgotrajne jugurtinske in kimbrijske vojne, je nazadnje privedlo do socialne vojne 91-88 pr. n. št., v kateri so se italski zavezniki uprli Rimu.
Leta 90 pr. n. št. je bil sprejet Lex Iulia, natančneje Lex Iulia de civitate Latinis danda, s katerim je Rim podelil državljanske pravice, ki so jih imeli Cives Romani, tudi vsem latinom in sociem  držav, ki niso bile vpletene v socialno vojno, in državam, ki so bile pripravljene takoj prekiniti sovražnosti.  Določila zakona so se po vojni sčasoma razširila na vse italske države razen province Cisalpske Galije. S sprejetjem zakona sta izraza  socii and latini  popolnoma izgubila svoj izvirni pomen.

### Provinciales
Provinciales so bili prebivalci področij pod rimskom vplivom ali oblastjo, ki niso imeli niti pravic federatov, ampak samo pravice po jus gentium.

### Peregrini
Peregrini so bili prvotno vsi prebivalci, ki niso imeli polnega rimskega državljanstva, se pravi prebivalci, ki niso bili Cives Romani. Z razvojem zakonodaje, ki je uvedla več stopenj državljanstva, so izraz peregrinus uporabljali manj pogosto. Med peregrine so spadali latini, socii, provinciales in podložniki tujih držav.

## Državljanstvo kot orodje romanizacije
Rimsko državljanstvo se je uporabljalo tudi kot orodje zunanje politike in oblasti. Kolonije in politični zavezniki so dobili skromnejšo obliko rimskega državljanstva, ki je imelo več ravni zakonskih pravic. Ena od njih je bila na primer latinsko pravo. Obljuba boljšega položaja z vstopom v rimsko vplivno sfero in rivalstvo med sosedi je povzročilo, da se je veliko rimskih sosedov in zaveznikov odločilo za status quo namesto da bi poskušali spodkopati ali zrušiti rimski vpliv.
Podeljevanje državljanstva zaveznikom in pokorjenim državam je bil bistven korak v procesu romanizacije in v tistem zgodovinskem obdobju eno od najbolj učinkovitih političnih orodij, ki je bilo verjetno tudi eden od najpomembnejših razlogov za rimsko uspešnost.
Predhodnik takšnih prijemov je bil Aleksander Veliki, ki je poskušal pomešati svoje Makedonce in Grke s Perzijci, Egipčani, Sirci in drugimi ljudstvi, da bi asimiliral prebivalstvo pokorjenega Perzijskega cesarstva. Takšno politiko so Aleksandrovi nasledniki po njegov smrti opustili. Cilj asimilacije je bil obrniti poražence in morebitne uporne nasprotnike ali njihove potomce v svoje zaveznike in lojalne državljane. Rimljani so namesto tega, da bi čakali na neizogiben upor pokorjenih ljudstev, mest ali držav, vse omenjene vključili v rimski svet. 

## Karakalov edikt
Karakalov edikt, uradno imenovan Constitutio Antoniniana (Antoninova ustava), je leta 212 objavil cesar Karakala. Z njim je razglasil vse svobodne prebivalce Rimskega cesarstva za polnopravne rimske državljane, vsem ženskam v cesarstvu pa je podelil pravice, ki so jih imele rimske ženske. Pred tem je imel polno rimsko državljanstvo samo del prebivalcev Italije. Rimsko državljanstvo so dobile tudi rimske kolonije in province, Rimljani in njihovi potomci, ki so živeli v provincah, prebivalci nekaterih mest po celem cesarstvu in manjši del lokalnega plemstva, na primer kralji vazalnih držav. Provinciales so ostali večinoma brez rimskega državljanstva, čeprav so nekateri imeli rimske pravice.